# SCImago Journal Rank
Lo SCImago Journal Rank o SJR indicator è un indicatore che misura la presunta influenza scientifica delle riviste accademiche;  esso utilizza il numero di citazioni ricevute da una rivista e l'importanza o il prestigio delle riviste da cui tali citazioni provengono. 
Utilizza un algoritmo simile a PageRank e fornisce un'alternativa all'impact factor (IF), che si basa sui dati del Science Citation Index. Utilizza la stessa formula del journal impact factor della Thomson Reuters.